# Калинина, Екатерина Ивановна
Екатери́на Ива́новна (Иога́нновна) Кали́нина (урождённая Лорберг, эст. Jekaterina Lo(o)rberg, 2 июля 1882, Вейсенштейн, Эстляндская губерния — 22 декабря 1960, Москва) — российская революционерка, жена Михаила Калинина с 1906 по 1946 год, находилась в заключении с 1938 по 1946 год.

## Биография
Екатерина Лорберг родилась 2 июля 1882 года в Эстляндии в большой крестьянской семье эстонского происхождения.
Была активной революционеркой и работала на текстильной фабрике в Эстонии. В 1905 году встретила токаря Михаила Калинина в Петербурге, куда бежала из-за своей революционной деятельности. Они поженились в 1906 году и жили в доме Калинина в селе Верхняя Троица Тверской губернии до 1910 года, затем переселились в Петербург.
До революции Калинина работала на бутылочном заводе и была членом большевистской партии. У Калининых было четверо детей, двое сыновей и две дочери (по другим данным, три). Она вместе с детьми сопровождала Калинина в его ссылке в Сибирь в 1916 году.
После революции супруги переехали в Москву. 30 марта 1919 года её муж был назначен главой Центрального Исполнительного комитета РСФСР, а позднее — Центрального Исполнительного комитета СССР. Первоначально Калинины жили в кремлёвской квартире, которую они делили с Троцкими. Они усыновили двоих детей, а Екатерина служила заместителем директора ткацкой фабрики.
В 1924 году она покинула Москву и уехала на Кавказ, чтобы принять участие в кампании по борьбе с неграмотностью в регионе, но в том же году вернулась в Москву. В начале 30-х годов стала директором крупной государственной зерновой фермы в отдаленном районе под Новосибирском. С 1936 по 1938 год была сотрудником Верховного суда.
Калинина-Лорберг и её друзья во второй половине 1930-х годов критиковали политику Сталина, а информаторы передавали ему эту информацию. 25 октября 1938 года Екатерина была арестована по обвинению в том, что является троцкисткой. Хотя её муж был председателем Президиума Верховного Совета — формально главой государства СССР (1938—1946) — она была арестована 2-м отделом государственной безопасности НКВД по обвинению в «антисоветской деятельности и связях с троцкистами и правыми» и подверглась пыткам в Лефортовской тюрьме. Осуждена Военной коллегией Верховного Суда СССР 22 апреля 1939 года по статье 58 (17-58-6, 17-58-8 и 58-11 УК РСФСР) и приговорена к 15 годам в трудовых и исправительных лагерях с лишением гражданских прав на пять лет.
В возрасте 63 лет (после того как была признана инвалидом), ходатайствовала о помиловании и 11 июня 1945 года была помилована. Освобождена из Устьвымлага НКВД 14 декабря 1945 года по специальному указу Президиума ВС (указ подписан секретарём Президиума, а не её мужем Калининым). Её освобождение произошло незадолго до смерти Калинина. Тем не менее, она была направлена в ссылку вскоре после его смерти. Официальная реабилитация заняла ещё восемь лет, когда она получила документ, в котором говорилось, что «не было никаких доказательств её антисоветской деятельности».
Умерла 22 декабря 1960 года в возрасте 78 лет.